# 奥拉夫·莫莱纳尔
奥拉夫·莫莱纳尔（荷蘭語：Olav Molenaar，1999年3月28日—），荷兰男子赛艇运动员，2023年世界赛艇锦标赛男子八人单桨有舵手银牌得主、2024年夏季奥林匹克运动会男子八人单桨有舵手银牌得主。